# Polyporogaster porosa
Polyporogaster porosa är en mångfotingart som först beskrevs av Selivanoff 1881.  Polyporogaster porosa ingår i släktet Polyporogaster och familjen trädgårdsjordkrypare.
Artens utbredningsområde är Uzbekistan. Inga underarter finns listade i Catalogue of Life.